# Salim Mokdat
 (janvier 2020).
Si vous disposez d'ouvrages ou d'articles de référence ou si vous connaissez des sites web de qualité traitant du thème abordé ici, merci de compléter l'article en donnant les références utiles à sa vérifiabilité et en les liant à la section « Notes et références ».
Salim Mokdat est un footballeur algérien né le 6 décembre 1973 à Annaba. Il évoluait au poste de gardien de but.

## Palmarès
- Vainqueur de la coupe d'Algérie en 2008 avec la JSM Béjaïa.
- Accession en Ligue 1 en 1998 avec l'USM Annaba.
- Accession en Ligue 1 en 2000 avec l'USM El Harrach.
- Accession en Ligue 1 en 2004 avec le GC Mascara.